# Пустиња Стерт Стоуни
Пустиња Стерт Стоуни се налази у Аустралији у североисточном квадранту државе Јужна Аустралија и делом у југозападном Квинсленду. Захвата површину од 52.000 km². Према типу подлоге спада у камените пустиње.